# Marco Abreu
Marco Paulo Coimbra de Abreu (Lubango, 1974. december 8. –) angolai válogatott labdarúgó.

## Pályafutása

### Klubcsapatban
Lubangóban született. Pályafutása során csak portugál csapatokban fordult meg. Játszott többek között az Oliveira de Frades (1992–94), a Sampedrense (1994), az Académico Viseu (1994–98), az União Madeira (1998–99), a Trofense (2000), a Varzim (2000–01), a Covilhã (2001–03), az AD Ovarense (2003–05), az SC Olhanense (2004–05), a Portimonense SC (2005–07), az Espinho (2007–10) és az Avanca (2010–12) együttesében. 

### A válogatottban
2006-ban 3 mérkőzésen szerepelt az angolai válogatottban. Részt vett a 2006-os afrikai nemzetek kupáján és a 2006-os világbajnokságon.